# Juscelino Kubitschek

Juscelino Kubitschek (1956)

Juscelino Kubitschek de Oliveira (* 12. September 1902 in Diamantina; † 22. August 1976 bei Resende) war ein brasilianischer Arzt und Politiker (PP, PSD). Er war von 1956 bis 1961 Staatspräsident von Brasilien.

## Leben
Der Name Kubitschek kommt vom Namen seiner Mutter Julia (1872–1971). In seinem Buch A Experiencia da Humilidade schreibt Kubitschek, dass der Name von seinem Urgroßvater Johann, einem sudetendeutschen Einwanderer stammt, der 1835 nach Brasilien kam und in Diamantina im Bundesstaat Minas Gerais siedelte. Seine Mutter Julia heiratete João César de Oliveira, den Vater Kubitscheks, der allerdings schon 1904 jung starb.

### Frühe Laufbahn
Kubitschek studierte an der Universität von Minas Gerais Medizin und war nach Abschluss seines Studiums in Krankenhäusern in Paris, Wien, Berlin und in Brasilien tätig. 1933 wurde er in die brasilianische Abgeordnetenkammer gewählt. Nach einem Staatsstreich 1937 und der Einrichtung des Estado Novo durch Getúlio Dornelles Vargas verlor Kubitschek seinen Sitz. Im Jahre 1939 wurde er Bürgermeister von Belo Horizonte, der Hauptstadt von Minas Gerais. Von 1946 bis 1950 war er erneut Abgeordneter und danach bis 1955 Gouverneur von Minas Gerais.

### Präsidentschaft
Am 3. Oktober 1955 wurde er als Kandidat einer Mitte-links-Koalition mit dem Slogan „Fünfzig Jahre Fortschritt in fünf Jahren“ mit 36 Prozent der Stimmen zum Staatspräsidenten von Brasilien gewählt. Am 31. Januar 1956 wurde er als Präsident der Vereinigten Staaten von Brasilien vereidigt.
Seine fünfjährige Präsidentschaft war tatsächlich von Fortschritten geprägt. Sein größtes Projekt war die Gründung von Brasília, der neuen Hauptstadt in der bis dahin weitgehend menschenleeren Mitte des Landes. Sie wurde am 21. April 1960 eingeweiht. Auch große Straßenprojekte wurden fertiggestellt, und die Automobilindustrie Brasiliens wurde begründet. Es gab einen Wirtschaftsboom. Dieser wurde jedoch durch den Fall des Kaffeepreises auf dem Weltmarkt Mitte und Ende der 1950er Jahre stark gebremst. Unter Kubitscheks Präsidentschaft wuchs die Staatsverschuldung Brasiliens auf vier Milliarden US-Dollar an. Kubitscheks Nachfolger wurde im Jahr 1961 der Populist Jânio Quadros.

### Exil, Rückkehr und Tod
Als die Brasilianischen Streitkräfte sich 1964 an die Macht putschten, wurde Kubitschek jegliches politisches Engagement untersagt. Er ging ins Exil und lebte dann in mehreren Städten Europas und in den USA. 1967 kehrte er zwar nach Brasilien zurück, konnte auf die Geschicke seines Landes jedoch keinen Einfluss mehr nehmen.
Am 22. August 1976 kam Kubitschek bei einem Verkehrsunfall unter bislang ungeklärten Umständen ums Leben. Die Brasilianische Wahrheitskommission, die sich rund 35 Jahre später des Falles annahm, kam im Dezember 2013 zu dem Ergebnis, dass es sich nicht um ein Unglück, sondern um das Ergebnis eines Komplotts gehandelt habe. Nach Aussage von Gilberto Natalini, dem Vorsitzenden der Untersuchungsgruppe der Kommission, bestünden „keine Zweifel“ an einer Verschwörung gegen Kubitschek. Wahrscheinlicher Auftraggeber sei das damalige Militärregime gewesen. Ein 1996 bekanntgewordener Brief aus dem Jahre 1975 legt nahe, dass auch die chilenische Geheimpolizei DINA in den Unfall involviert war. In dem Schreiben ersucht deren Chef Manuel Contreras den Leiter des brasilianischen Geheimdienstes SNI, João Figueiredo, dafür Sorge zu tragen, dass weder Kubitschek noch der chilenische Diplomat und Politiker Orlando Letelier in das politische Leben zurückkehrten. Letelier wurde im September 1976, also einen Monat nach Kubitscheks Tod, von Agenten der DINA ermordet.

## Nachwirkung
Dreißig Jahre später bereiteten die Regisseure Denis Carvalho, Vinicius Coimbra und Amora Mautner Kubitscheks Biografie für das brasilianische Fernsehen auf. In dem Mehrteiler JK (2006) spielt José Wilker den brasilianischen Präsidenten, während seine Ehefrau Sarah von der Schauspielerin Marília Pêra porträtiert wird.
Ihm zu Ehren tragen die Juscelino-Kubitschek-Brücke und der Flughafen Brasília in der Hauptstadt Brasília sowie das Kraftwerk an der Irapé-Talsperre und die Straßenbrücke von Estreito (Maranhão) über den Rio Tocantins seinen Namen. Ebenfalls in Brasília befindet sich das ihm gewidmete Memorial JK, das von Oscar Niemeyer entworfen wurde.

## Auszeichnungen (Auswahl)
- 1953: Großkreuz des Verdienstordens der Italienischen Republik
- 1955: Großkreuz des Verdienstordens der Bundesrepublik Deutschland
- 1956: Sonderstufe des Großkreuzes des Verdienstordens der Bundesrepublik Deutschland
- 1956: Nassauischer Hausorden vom Goldenen Löwen[5]
- 1956: Großkreuz mit Ordenskette des Verdienstordens der Italienischen Republik
- 1956: Großkreuz des Turm- und Schwertordens
- 1996: Tomáš-Garrigue-Masaryk-Orden I. Klasse